# Koszmosz–341
Koszmosz–341 (oroszul: Космос 341) Koszmosz műhold, a szovjet műszeres műhold-sorozat tagja. Háromfokozatú  telekommunikációs műhold, típusa Sztrela-1M (Стрела-1M).

## Küldetés
A hadsereg és a kormányzat folyamatos kommunikációját (adás-vétel) segítette elő a műholdakkal összeköttetésben lévő földi, légi és tengeri rendszerekkel.

## Jellemzői
Tervezte és építését ellenőrizte a KB (oroszul: Конструкторское бюро (КБ) прикладной механики). Üzemeltetője a moszkvai MO (Министерство обороны) minisztérium.
1970. április 25-én a Pleszeck űrrepülőtér indítóállomásról egy Koszmosz–3M (11K65M) juttatták magas (HEO = High-Earth Orbit) Föld körüli, távoli űrpályára. Az orbitális egység pályája 113,9 perces, 74 fokos hajlásszögű, elliptikus pálya-perigeuma 1343 kilométer, apogeuma 1469 kilométer volt. Hasznos tömege 40 kilogramm.
A Koszmosz–340 programját folytatta. A sorozat felépítését, szerkezetét, alapvető fedélzeti rendszereit tekintve egységesített, szabványosított űreszköz. Alakja hengeres gömb, tömege 61 kilogramm, átmérője 0,8, magassága 0,75 méter. Áramforrása kémiai, radioizotópos áramforrás, felületét napelemekkel borították. A vegyes áramellátás több évre meghatározta szolgálati idejét. Pályasíkjának meghatározásánál különleges gondot fordítottak az atmoszféra sugár-hatótényezőjének elkerülésére.
Egyszerre nyolc műholdat – Koszmosz–336, Koszmosz–337, Koszmosz–338, Koszmosz–339, Koszmosz–340, Koszmosz–341, Koszmosz–342, Koszmosz–343 – egyetlen hordozórakétával juttattak pályára. Katonai és állami (polgári) alkalmazása lehetővé tette az információáramlást minden területen és irányba. A rendszer összefüggően képes volt a Szovjetunió és távolabbi adó-vevő állomásainak kommunikációs összekapcsolására.
Szolgálati ideje ismeretlen. 2011. január 1-jén még mérték pályaadatait.